# U-3525
U-3525 – niemiecki okręt podwodny (U-Boot) typu XXI z okresu II wojny światowej. Okręt wszedł do służby w 1945 roku.

## Historia
Zamówienie na budowę okrętu zostało złożone w stoczni F.Schichau GmbH w Gdańsku. Rozpoczęcie budowy okrętu miało miejsce 17 października 1944. Wodowanie nastąpiło 23 grudnia 1944, przekazanie do służby 31 stycznia 1945. Dowódcą U-3525 został kapitänleutnant (kapitan marynarki) Hans-Ludwig Gaude, który pełnił tę funkcję do 30 kwietnia 1945 roku. 1 maja 1945 roku obowiązki dowódcy U-3525 przejął kapitänleutnant Franz Kranich. 
Okręt odbywał szkolenie w 5. Flotylli w Kilonii. W dniu 30 stycznia 1945 roku U-3525 został uszkodzony bombami lotniczymi w zachodniej części Bałtyku.
Zatopiony przez własną załogę 3 maja 1945 w Kilonii w ramach operacji Regenbogen. Po wojnie wrak okrętu podniesiono i złomowano.